# Station Hannover-Bornum
Station Hannover-Bornum (Haltepunkt Hannover-Bornum) is een spoorwegstation in de Duitse stad Hannover, op de grens van de stadsdelen Bornum en Badenstedt, in de deelstaat Nedersaksen. Het station ligt aan de spoorlijn Hannover - Soest.

## Indeling
Het station heeft twee zijperrons, welke niet overkapt zijn, maar beschikken over een abri. Ten noordoosten van het station is er een onderdoorgang, vanaf deze onderdoorgang zijn de perrons de bereiken. In de straat Lindener Weg is er een klein parkeerterrein. 

## Verbindingen
Het station is onderdeel van de S-Bahn van Hannover, die wordt geëxploiteerd door DB Regio Nord. De volgende treinseries doen het station Hannover-Bornum aan:
| Serie | Treinsoort             | Route                                                                                              | Bijzonderheden                     |
| ----- | ---------------------- | -------------------------------------------------------------------------------------------------- | ---------------------------------- |
| S1    | S-Bahn (DB Regio Nord) | Minden (Westf) – Haste – Seelze – Hannover Hbf – Hannover-Bornum – Weetzen – Barsinghausen – Haste |                                    |
| S2    | S-Bahn (DB Regio Nord) | Nienburg (Weser) – Seelze – Hannover Hbf – Hannover-Bornum – Weetzen – Barsinghausen – Haste       | Zondags alleen Nienburg - Hannover |